# NGC 3576
NGC 3576 هي مجرة تتبع كوكبة القاعدة. اكتشفها جون هيرشل في 16 مارس 1834.

## روابط خارجية
- NGC 3576 على موقع ويكي سكاي: DSS2, SDSS, GALEX, IRAS, Hydrogen α, X-Ray, Astrophoto, Sky Map, Articles and images